# Jussy-le-Chaudrier
Jussy-le-Chaudrier – miejscowość i gmina we Francji, w Regionie Centralnym, w departamencie Cher.
Według danych na rok 1990 gminę zamieszkiwało 515 osób, a gęstość zaludnienia wynosiła 20 osób/km² (wśród 1842 gmin Regionu Centralnego Jussy-le-Chaudrier plasuje się na 672. miejscu pod względem liczby ludności, natomiast pod względem powierzchni na miejscu 470.).